# Sol Gabetta
Sol Gabetta (Villa María, 18 aprile 1981) è una violoncellista argentina.

## Biografia
Nata nel 1981 nella Provincia di Córdoba (Argentina) da genitori italo-franco-russi, ha fatto gli studi superiori Córdoba, dove ha pure studiato violoncello, pianoforte e canto; si è in seguito perfezionata come violoncellista a Buenos Aires con Leo Viola.
All'età di 12 anni lascia l'Argentina con i genitori, trasferendosi a vivere in Spagna (studia a Madrid alla Scuola Superiore di Musica "Regina Sofia") e in seguito in Alsazia. Si perfeziona all'Accademia di Musica di Basilea con Ivan Monighetti e nel 2006 frequenta anche l'Accademia Musicale Hanns Eisler di Berlino con David Geringas.
Nel 1994 debutta al Teatro Colón della capitale argentina, in un concerto per prodigi definiti “genii del secolo XXI”.  La sua carriera internazionale è iniziata nel 2004, quando ha ottenuto il prestigioso premio "Crédit Suisse Young Artist Award" dopo aver suonato con l'Orchestra filarmonica di Vienna diretta da Valery Gergiev. L'ottenimento del premio è festeggiato con l'esecuzione del Concerto n. 2 per violoncello di Šostakovič.
Ha ottenuto numerosi riconoscimenti, fra i quali il premio Natalia Gutman per la migliore interpretazione musicale nell'ambito del Concorso internazionale Čajkovskij di Mosca, e un premio al concorso ARD di Monaco di Baviera. La violoncellista argentina ha inoltre ricevuto una nomination per i ‘Grammy Award’ e ha vinto il ‘Premio Gramophone Young Artist of the Year' (2010) e il ‘Würth-Preis Jeunesses Musicales’ (2012). Ha ricevuto il Premio Strumentista dell'Anno 2013 agli ECHO Klassic Awards per la sua interpretazione del Concerto per violoncello di Shostakovitch con i Berliner Philharmoniker e Lorin Maazel, e nel 2007, 2009 e 2011 per le sue registrazioni dei Concerti di Haydn, Mozart e Elgar e di opere di Tchaikovsky e Ginastera. Sol Gabetta ha al suo attivo diverse registrazioni per SONY e nell'autunno del 2012 è stato pubblicato per Deutsche Grammophon un recital realizzato in duo con la pianista Hélène Grimaud.
Suona un Guadagnini del 1759, del valore di oltre 1,5 milioni di euro, messole a disposizione da una fondazione privata, il Rahn-Kulturfonds.
Insegna all'Accademia di Musica di Basilea dal 2005.
Come concertista interpreta il repertorio classico, romantico e moderno con autori quali
Dvořák, Caikovskij, Šostakovič, Elgar, Haydn, e in particolare con opere del XX secolo, come il concerto di Bohuslav Martinů o quello di Samuel Barber, eseguiti durante la tournée del 2009 e 2010. Esegue ordinazioni di opere o lavora in stretta collaborazione con compositori come Pēteris Vasks.
Dopo aver debuttato con grande successo al fianco dei Berliner Philharmoniker diretti da Sir Simon Rattle al Festival di Pasqua di Baden-Baden nel 2014, Sol Gabetta ha debuttato al fianco della Staatskapelle Berlin nel dicembre del 2014 eseguendo il primo concerto per violoncello di Šostakovič. Altri appuntamenti di rilievo della stagione 2014/2015 includono il debutto con la Toronto Symphony Orchestra, un tour europeo con la London Philharmonic Orchestra e Vladimir Jurowski oltre a numerosi recital in Europa con il pianista Bertrand Chamayou, dalla cui collaborazione scaturirà anche un CD in uscita nel 2015.
Sol Gabetta si è esibita con le orchestre più prestigiose e i direttori d'orchestra più importanti del mondo. Ha collaborato con l'Orchestra dell'Accademia Nazionale di Santa Cecilia, la National Symphony Orchestra di Washington, l'Orchestre National de France, l'Orchestra del Royal Concertgebouw, la Symphonieorchester des Bayerischen Rundfunks, i Bamberger Symphoniker, la Tonhalle Orchestra Zürich, l'Orchestra del Teatro Bol'šoj, l'Orchestra Sinfonica della Radio Finlandese, la Philadelphia Orchestra, la London Philharmonic e la Philharmonia Orchestra. Collabora regolarmente anche con direttori d'orchestra come Giovanni Antonini, Mario Venzago, Charles Dutoit, Pablo Heras-Casado e Thomas Hengelbrock.
Sol Gabetta è stata ‘Artist in residence’ al Festival Musicale dello Schleswig-Holstein nell'estate 2014. In passato ha collaborato con la stessa carica per la Philharmonie e la Konzerthaus di Berlino. Viene inoltre regolarmente invitata ad esibirsi in numerosi festival, tra cui il Festival di Verbier, il Festival Menuhin di Gstaad, il Festival di Schwetzingen, il di Rheingau, il dello Schleswig Holstein, il Beethovenfest di Bonn e la Schubertiade di Schwarzenberg.
Sol Gabetta unisce l'eccellente carriera da solista alla passione per la musica da camera, esibendosi in prestigiose sale concertistiche, tra cui la Wigmore Hall di Londra e il Palau de la Musica Catalana di Barcellona, con importanti partner artistici quali Patricia Kopatchinskaja, Baiba Skride e Bertrand Chamayou. Ha inoltre fondato un festival di musica da camera in Svizzera che porta il suo nome, il Festival Solsberg a Olsberg nel Canton Argovia. A questo festival di musica da camera Gabetta invita i suoi amici, i suoi parenti e dei musicisti di nome per otto-dieci concerti ogni anno. Ha fondato inoltre la "Cappella Gabetta": si tratta di un'orchestra barocca che interpreta Antonio Vivaldi e i suoi contemporanei, diretta dal violinista Andrés Gabetta, suo fratello. Convive con Christoph Müller, un manager culturale svizzero.
Nel 2021 viene annunciata la sua partecipazione al concerto della cerimonia dei Premi Nobel.

## Discografia
- con la Münchner Rundfunkorchester nel 2007 : Caikovskij, Saint Saëns, Ginastera (Sony/BMG)
- con i Sonatori della Gioiosa Marca nel 2007 : Il Progetto Vivaldi (Sony/BMG)
- con la Kammerorchester Basel nel 2009 : Leopold Hofmann, Haydn, Mozart (RCA Red Seal)
- con la Philharmonie di Monaco di Baviera nel 2009 : Shostakovich Concerto per violoncello No. 2 (RCA Red Seal)
- con la Philharmonie di Praga : "Cantabile" (RCA Red Seal)
- con la Danish National Symphony Orchestra : Elgar, Dvořák (RCA Red Seal)
- Gramata Cellam - libro per Violoncello di Pēteris Vasks nel 2010 (RCA Red Seal)
- con Hélène Grimaud nel 2012 : "Duo" (Deutsche Grammophon/Universal)
- con la Philharmonie di Monaco di Baviera nel 2012 : Shostakovich Concerto per violoncello No. 1 (Sony Classical)
- con la Cappella Gabetta nel 2012 : Il Progetto Vivaldi 2 (Sony Classical)
- con la Cappella Gabetta nel 2013 : Il Progetto Vivaldi 3 (Sony Classical)
- Prayer nel 2014 (Sony Classical)
- con Bertrand Chamayou nel 2015 : The Chopin Album (Sony classical)

## Filmografia
- Sol Gabetta suona Haydn et Vasks. ZDF 2009. Realizzatori: David Stevens, Gösta Courkamp. Realizzato in occasione del festival SOLsberg. Concerto di Haydn e Dolcissimo (secondo movimento di Gramata Cellam - Il Libro) di Vasks.